# 張納陛
張納陛（？—？），字以登，號文石，南直隶常州府宜興縣人。明朝政治人物、進士出身。

## 生平
萬曆十六年（1588年）戊子科舉人，十七年（1589年）己丑科進士，授刑部主事，改礼部主事，敕谕礼部，并封三皇子为王。張纳陛说册立是重事，应该交给大廷公议，现在谕札出于元辅一人吗？还开创了开国二百年未有之礼。上疏相争。赵南星主计，黜幽忤执政罢官，張纳陛抗疏相救，被贬谪为判邓州，告假归。参与东林书院之会，又与同县史孟麟、吴正志为丽泽大会。著有《云声阁集》，善书画，去世时书写「知死知生、何所畏惧」八字，敛手肃恭而逝。
納陛年十二即工画水墨，作写意花草、兰菊、竹石，颇有逸韵。

## 家族
曾祖张辑，寿官。祖父张祯，知印。父張希時。